# Qakare Ibi
Qakare Ibi là một vị pharaoh của Ai Cập cổ đại trong giai đoạn đầu Thời kỳ Chuyển tiếp thứ nhất (2181–2055 TCN) và là vị vua thứ 14 của vương triều thứ 8. Do đó, trung tâm quyền lực của Qakare Ibi nằm tại Memphis và có thể ông đã không nắm giữ quyền lực trên khắp toàn bộ Ai Cập. Qakare Ibi là một trong số những vị pharaon của vương triều thứ 8 được chứng thực tốt nhất nhờ vào việc phát hiện ra kim tự tháp nhỏ của ông ở miền Nam Saqqara.

## Chứng thực
Qakare Ibi được chứng thực ở mục thứ 56 của bản danh sách vua Abydos, một bản danh sách vua được biên soạn khoảng 900 năm sau thời kỳ Chuyển tiếp thứ Nhất dưới triều đại của Seti I. Theo như lần phục dựng gần đây nhất của Kim Ryholt đối với cuộn giấy cói Turin, một bản danh sách vua khác được biên soạn vào thời đại Ramesses, Qakare Ibi còn được chứng thực ở cột thứ 5, hàng thứ 10 (theo Gardiner là 4.11, von Beckerath là 4.10). Cuộn giấy cói Turin hơn nữa còn cho biết rằng ông đã trị vì trong "2 năm, 1 tháng và 1 ngày". Sự chứng thực duy nhất khác nữa dành cho Qakare Ibi đó là kim tự tháp của ông ở miền Nam Saqqara.

## Phức hợp Kim tự tháp
Qakare Ibi đã được mai táng trong một kim tự tháp nhỏ ở Nam Saqqara. Nó đã được Karl Richard Lepsius phát hiện vào thế kỷ thứ 19, ông ta liệt kê nó với số thứ tự XL trong bản danh sách kim tự tháp của mình.
Kim tự tháp này đã được Gustave Jéquier khai quật từ năm 1929 cho tới năm 1931.
Kim tự tháp của Ibi là kim tự tháp cuối cùng còn được xây dựng ở Saqqara, nó nằm ở phía đông bắc ngôi mộ của Shepseskaf và nằm gần con đường đắp thuộc khu phức hợp kim tự tháp của Pepi II. Sơ đồ, kích thước và sự trang trí của nó rất giống với các kim tự tháp dành cho những nữ hoàng của Pepi II, vị pharaon vĩ đại cuối cùng của thời kỳ Cổ Vương quốc. Vì vậy, người ta đề xuất rằng ban đầu kim tự tháp này được dành cho Ankhnespepi IV (ˁnḫ-n=s ppj, "Pepi sống vì Bà") một người vợ của Pepi II, và chỉ bị Ibi chiếm đoạt sau này. Ngay sát kim tự tháp này là một nhà nguyện nhỏ được dùng làm nơi tiến hành sự thờ cúng tang lễ. Không có dấu vết của một con đường đắp hay một ngôi đền thung lũng được tìm thấy cho tới ngày nay, và dường như là chưa bao giờ có.

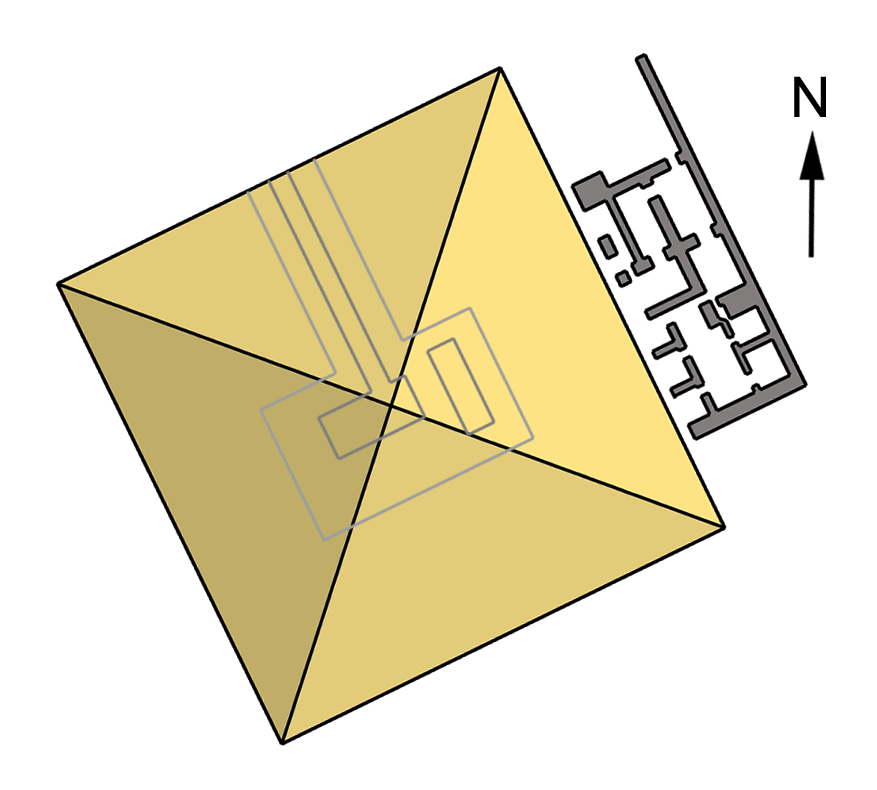
Phức hợp kim tự tháp của Qakare Ibi, Saqqara.

### Kim tự tháp
Kim tự tháp của Ibi không được định hướng theo bất cứ hướng chính nào, thay vào đó là theo một trục tây bắc-đông nam. Công trình này sẽ rộng khoảng 31,5 m và cao khoảng 21 m (69 ft) cùng với một góc nghiêng là 53°7′ vào thời điểm nó được xây dựng. Phần lõi của kim tự tháp này được xây bằng những khối đá vôi có nguồn gốc ở địa phương, hầu hết trong số đó đã bị mất, chúng có thể đã được tái sử dụng trong những công trình khác sau này. Như là một hệ quả, công trình trên ngày nay hiện ra như là một đống bùn đất và mảnh vỡ đá vôi với chiều cao 3 m (9,8 ft) nằm trong lớp cát của Saqqara. Trên một số khối đá còn sót lại, những dòng chữ khắc bằng mực đỏ được tìm thấy đã đề cập tới một tù trưởng của người Libya, ý nghĩa của nó hiện vẫn chưa rõ. Dường như là ngay cả khi phần móng cho lớp vỏ ngoài của kim tự tháp đã được đặt, bản thân lớp vỏ ngoài này chưa bao giờ được gắn vào.

### Cấu trúc bên trong
Ở mặt phía bắc của công trình này, Jéquier đã tìm thấy một hành lang được ốp đá vôi dài 8 m (26 ft) dẫn xuống với một góc nghiêng 25° tới một khung lưới lớn bằng đá granite. Phía đằng sau khung lưới này là nơi căn phòng chôn cất của nhà vua được đặt. Cả hành lang và những bức tường của phòng chôn cất đều được khắc cùng với phiên bản cuối cùng được biết tới của các văn khắc Kim tự tháp. Những văn khắc này dường như đã được khắc trực tiếp cho Ibi hơn là đã bị chiếm đoạt bởi ông. Jéquier đã đánh giá chất lượng của những dòng chữ khắc này là "rất bình thường". Hơn nữa, sự sắp đặt của các lời nói này tương đối bừa bãi. Trần của căn phòng chôn cất này bằng phẳng và được chôn cất cùng với những ngôi sao. Nó có thể được làm từ một khối đá vôi Tura nguyên khối với chiều dài 5 m (16 ft)  mà ngày nay đã bị mất. Ngày nay một khối bê tông lớn bảo vệ căn phòng này.
Ở phía Tây của căn phòng chôn cất là một cửa giả và một khối đá granite khổng lồ mà trước kia từng đặt quan tài của nhà vua. Ở phía đông có một serdab dành cho bức tượng Ka của vị vua đã khuất.

### Nhà nguyện
Sát ngay mặt phía đông của kim tự tháp là một nhà nguyện nhỏ bằng gạch bùn mà giữ vai trò như là một ngôi đền dành cho giáo phái tang lễ của vị vua đã khuất. Lối vào của nhà nguyện này nằm ở phía bắc của nó. Bên trong ngôi đền, nằm dựa trực tiếp vào bức tường kim tự tháp là một phòng dâng lễ vật, tại đây Jequier đã tìm thấy một chậu rửa bằng đá cũng như một tấm bia đá hoặc một cánh cửa giả mà chỉ còn phần móng là sót lại. Phần phía Nam của nhà nguyện được chiếm giữ bởi các căn phòng chứa.